# Де Пра, Джованни
Джованни Луиджи Сесилио Де Пра (итал. Giovanni De Prà, 28 июня 1900, Генуя, Италия — 15 июня 1979, Генуя, Италия) — итальянский футболист, вратарь. Прежде всего известный по выступлениям за клуб «Дженоа», а также национальную сборную Италии.

## Клубная карьера
Воспитанник футбольной школы клуба «Альбарезе».
Во взрослом футболе дебютировал в 1919 году выступлениями за команду клуба «СПЭС Дженова», в которой провёл два сезона.
В 1921 году перешёл в клуб «Дженоа», за который сыграл 12 сезонов. Большую часть времени, проведённого в составе «Дженоа», был основным голкипером команды. Завершил профессиональную карьеру футболиста выступлениями за эту команду в 1933 году.

## Выступления за сборную
В 1924 году дебютировал в официальных матчах в составе национальной сборной Италии. В течение карьеры в национальной команде, которая длилась 5 лет, провёл в форме главной команды страны 19 матчей и пропустил 29 голов.
В составе сборной был участником футбольных турниров на Олимпийских играх 1924 года в Париже, а также на Олимпийских играх 1928 года в Амстердаме, на котором команда завоевала бронзовые награды.